# ويليام جاي

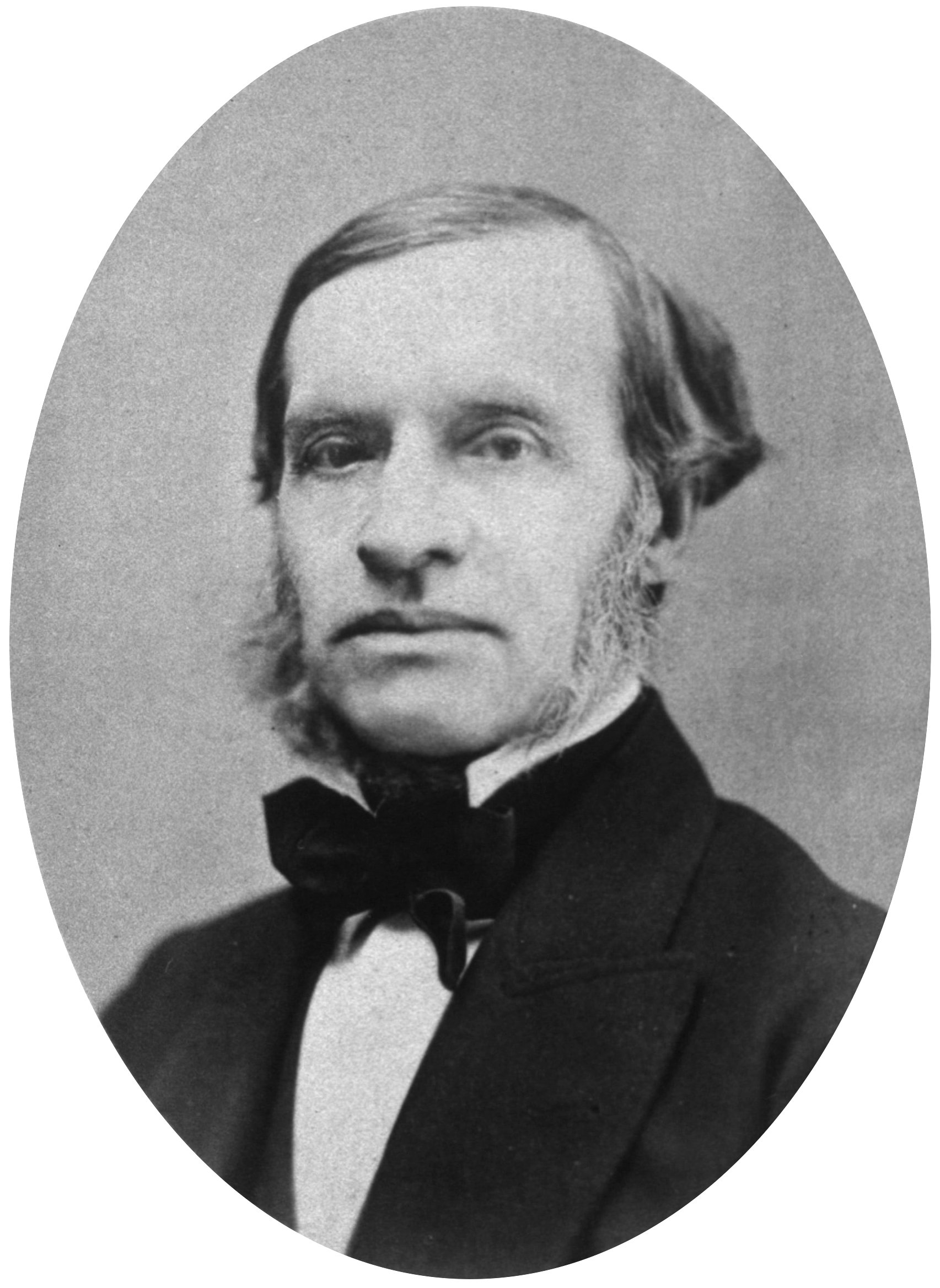
وليام أوغستوس جاي

ويليام أوغسطس جاي (بالإنجليزية: William Jay)‏ (13 يونيو 1810 - 10 سبتمبر 1885) كان طبيبًا وإحصائيًا طبيًا بريطانيًا.

## أعماله
أصبح كتاب مبادئ جاي للطب الشرعي، الذي نُشر لأول مرة في عام 1844، عملًا قياسيًا؛ تم تحرير الطبعات الرابعة وما بعدها من قبل الدكتور ديفيد فيرير. الأعمال الرئيسية الأخرى كانت:
- الصحة العامة؛ مقدمة شعبية لعلوم الصحة ، 1874.
- عوامل العقل غير السليم ، مع إشارة خاصة إلى نداء الجنون في القضايا الجنائية ، 1881.
- رحلة جون هوارد الشتوية ، 1882.

جاي له العديد من المحاضرات، وساهم في الكثير من الأوراق البحثية إلى الجمعية الإحصائية، بما في ذلك تأثير التوظيف على الصحة، ومدة الحياة بين الفئات مختلفة، إعتداله وعلاقته بالوفيات، وفيات المستشفيات في لندن، سجن النظام الغذائي، ومكان جون هوارد الصحيح في التاريخ .

## روابط خارجية
- استشهاد الجمعية الملكية